# Fanga
Fanga è un comune rurale del Mali facente parte del circondario di Yélimané, nella regione di Kayes.
Il comune è composto da 4 nuclei abitati:
- Fanga
- Diarika
- Dienguéré
- Tango